# Grundwasserreinigung
Grundwasserreinigung (Grundwassersanierung) ist der Prozess, der verwendet wird, um verschmutztes Grundwasser so zu behandeln, dass die Verunreinigungen entweder entfernt oder in harmlose Stoffe umgewandelt werden. Es gibt, angepasst an die Art der Verunreinigung, unterschiedliche Verfahren der Sanierung.

## Hintergründe
Grundwasser ist eines der wichtigsten Lebens- und Produktionshilfsmittel weltweit. Grundwasser ist Wasser, welches die Poren von Erd- und Gesteinsschichten im Untergrund füllt. Weltweit werden zwischen 25 % und 40 % des Trinkwassers aus Tiefbrunnen und Schachtbrunnen gewonnen. In der Landwirtschaft wird es zur Bewässerung von Anbauflächen benötigt und in der Industrie als Prozesswasser und Produktionsmittel für alltäglichen Bedarf verwendet. Eine Grundwasserverschmutzung hat negative Folgen für Mensch und Natur. Der Schutz und die Reinhaltung des Grundwassers haben große Bedeutung. In Deutschland regelt das Wasserhaushaltsgesetz Schutz und Nutzung des Wassers.

## Ursachen für Verunreinigungen
Durch natürliche Gegebenheiten sowie verschiedene menschliche Aktivitäten wurden in der nahen Vergangenheit große Mengen an Abfall und Nebenprodukten erzeugt. Ursprünglich gab es weder Kontrollen noch Vorschriften über die Behandlung von Abfällen. Entsprechend wurden Abfälle einfach in der Landschaft deponiert oder sie versickerten wegen fehlender Sicherheitsvorkehrungen gleich am Entstehungsort im Erdboden und verseuchten so allmählich das Grundwasser. Eine Verunreinigung des Grundwassers, egal mit welchen Stoffen, macht es in der Regel unbrauchbar für weitere Nutzung.
Auch heute wird das Grundwasser immer wieder unbeabsichtigt verunreinigt. Ursachen sind zum Beispiel Überdüngung, falsche Anwendung von Pestiziden, Störfälle in der Industrie, unkontrollierte Siedlungsabwässer und Sickerwasser von Deponien. Der Gebrauch und der Verbleib von verschmutztem Grundwasser in der Umwelt hat weitreichend negative Folgen. Um dem Problem zu begegnen, wurde die Grundwasserreinigung entwickelt.

## Arten der Verunreinigung
Im Grundwasser festgestellte Verschmutzungen haben ihre Ursache in einem weiten Bereich von physikalischen, organisch- und anorganisch-chemischen, bakteriellen und radioaktiven Stoffen. Verschmutzungen und Verseuchungen können durch die Anwendung angepasster Techniken soweit beseitigt oder neutralisiert werden, dass das Grundwasser anschließend wieder dem jeweils erforderlichen Standard entspricht.

## Technische Reinigungsverfahren
Die Auswahl eines technischen Verfahrens richtet sich nach den Bedingungen der Weiternutzung von Grundwasser oder die Begrenzung der Verschmutzung von Grundwasser auf den geringstmöglichen Umfang. Nicht alle Verfahren sind auf Grund der Bedingungen vor Ort gleich gut geeignet.

## Pump and Treat
Abhängig von Geologie und Bodenart kann „Pumpen und Behandeln“ eine gute Methode sein, um hohe Konzentrationen von Verschmutzungen möglichst schnell zu reduzieren oder deren Verbreitung einzuschränken.
Das verschmutzte Grundwasser wird an die Oberfläche gepumpt, behandelt und in gereinigtem Zustand einem Fließgewässer zugefügt. Es ist wegen des Gleichgewichts von Bindungs- und Lösungsvorgängen im Erdreich jedoch schwierig, im verbleibenden Grundwasser die gewünscht niedrigen Konzentrationen an Schadstoffen nach den gültigen Standards zu erreichen. Pump and Treat ist nicht die erste Wahl für eine Altlastensanierung. Es ist teuer und oft langwierig, mit diesem Verfahren das Grundwasser zu behandeln.
Das Verfahren ist gut geeignet, die Druckverhältnisse im Grundwasser so zu beeinflussen, dass eine weitere Verbreitung der Verschmutzung verhindert wird.

## Bodenentgasung

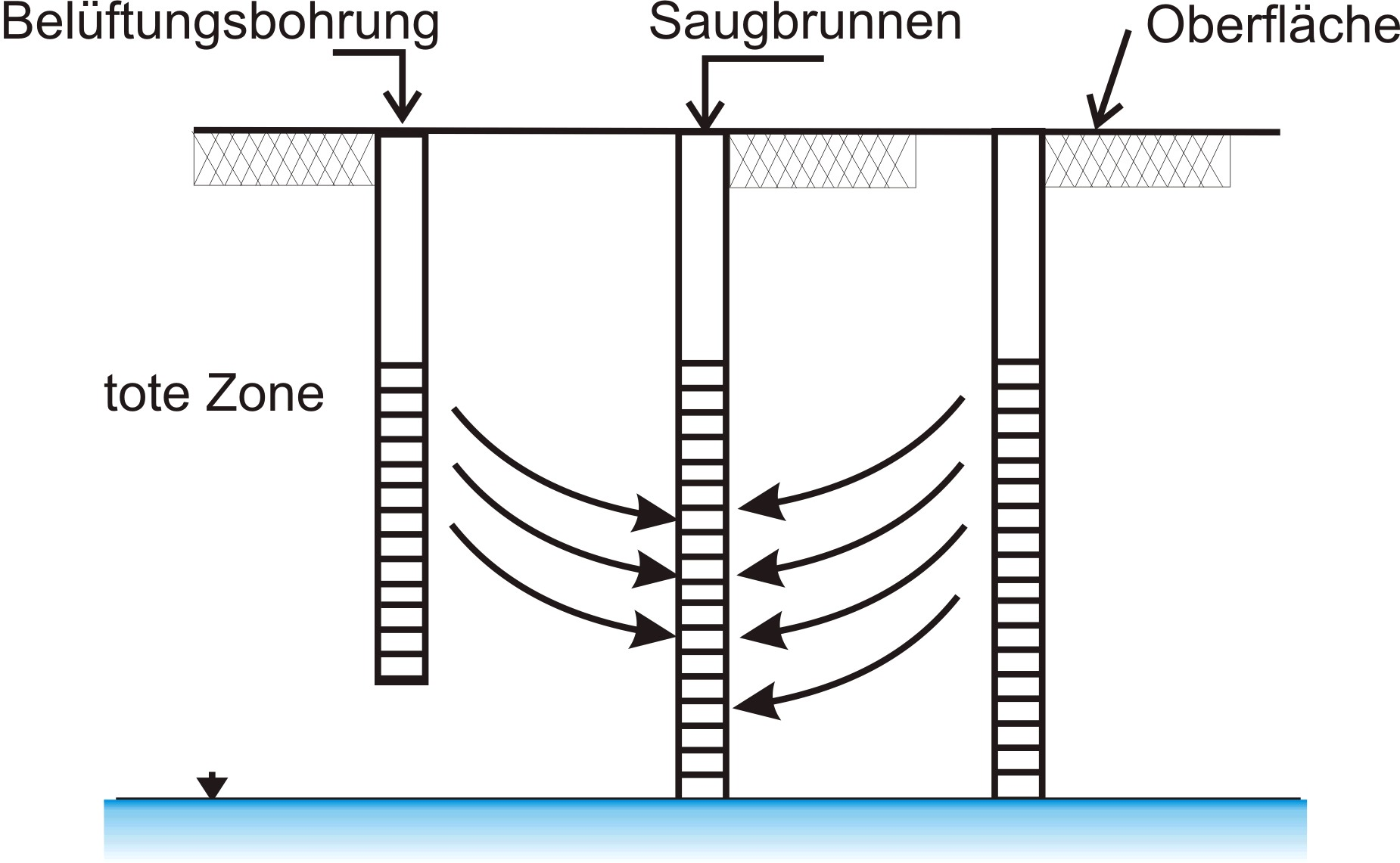
SVE (Soil Vapor Extraction), Funktionsprinzip, Seitenansicht mit Belüftungsbrunnen

Voraussetzung für die Anwendung der Bodenentgasung (SVE, Soil Vapor Extraction) ist eine luftdurchlässige Deckschicht (Vadose Zone) über dem Grundwasser. Diese Form der Anwendung findet in der Nähe der Verunreinigungsquelle statt und verhindert die Verbreitung einer Verunreinigung durch Aerosole und Gase. Bei der Bodenentgasung wird immer ein zweistufiges Verfahren angewendet. Die zweite Stufe ist jeweils die oberirdische Behandlung bzw. Neutralisierung der extrahierten gasförmigen Schadstoffe.

### Belüftung mit Druckgasen
Bei dieser Form der Behandlung werden durch die Einbringung von Druckgasen (Luft auch in Kombination mit weiteren Gasen zur direkten Behandlung der Verschmutzung im Untergrund) in die Deckschicht und in die Grundwasserschicht Gase und Dämpfe aus Erdreich und Grundwasser ausgetrieben. Durch das Versprudeln (Air Sparging) können auch gasförmige Verschmutzungen und verdunstungsfähige Stoffe aus dem Grundwasser gelöst werden. Aus den darüber liegenden Erdschichten werden sie über Saugbrunnen mit Vakuumpumpen ebenfalls abgesaugt und an der Oberfläche entsprechend behandelt.

### Belüftung mit Brunnen

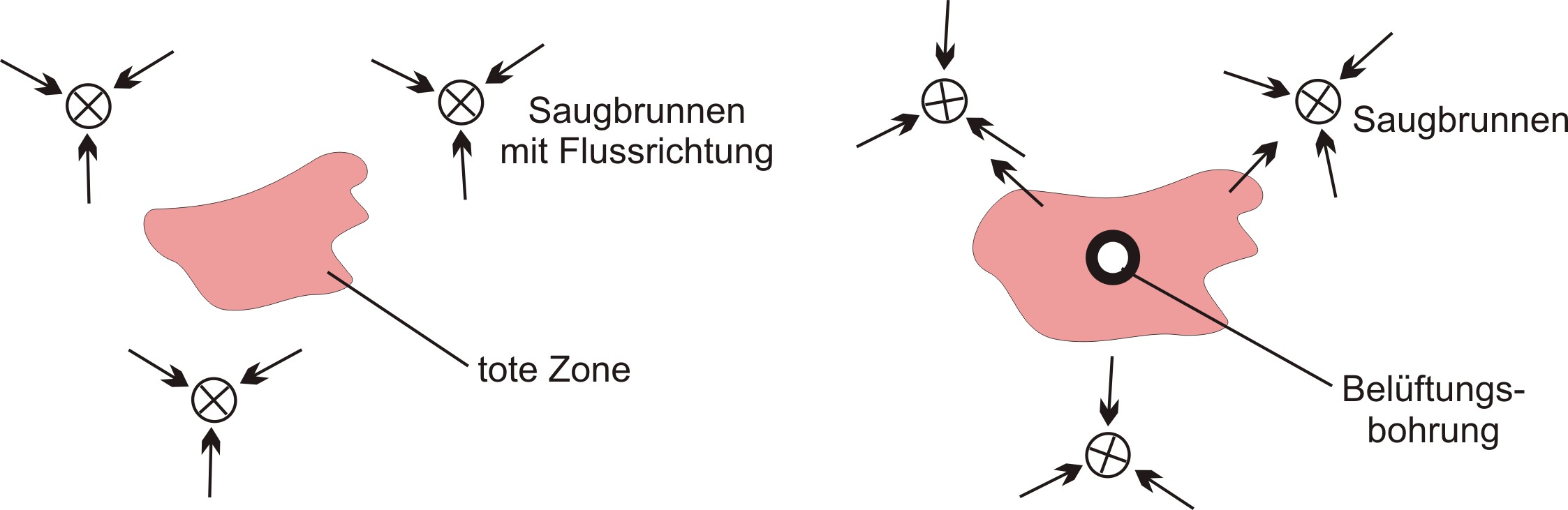
SVE (Soil Vapor Extraction), Anwendungsprinzip, Einfluss von Belüftung

Bei einer sehr porösen Bodenart (Sand, Kies) in der vadosen Zone kann auch mit einfachen Belüftungsbrunnen statt mit Druckluft gearbeitet werden. Der eingebrachte Luftsauerstoff kann zusätzlich die Bodenbiologie positiv beeinflussen. Das Absaugen erfolgt wieder über Saugbrunnen mittels Vakuumpumpen.

## Funnel and Gate

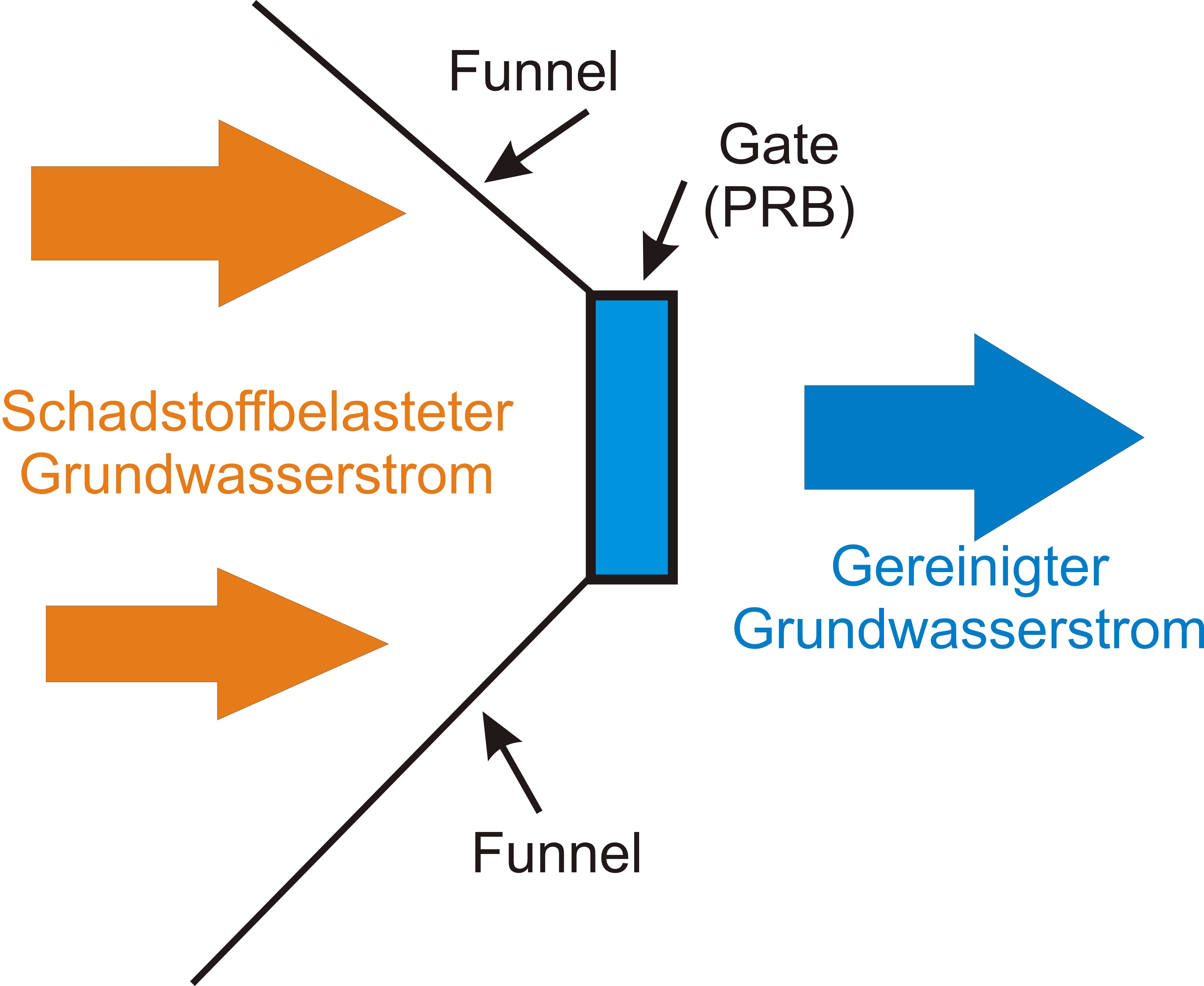
Funnel and Gate, Prinzip, Draufsicht

Der Begriff heißt wörtlich übersetzt „Trichter und Tor“. Diese Methode zeigt sich inzwischen als beste und günstigste Methode zur Sanierung von Grundwasserverschmutzungen am Ort der Verschmutzung. Hier werden Grundwasserströme mit ihren Verunreinigungen durch eine dichte Wand (Funnel) gesperrt, trichterförmig gesammelt und einem oder mehreren Gates (Toren) zugeleitet. Die Wand ist derart ins Erdreich eingebracht, dass sie vom kontaminierten Grundwasser nicht umströmt werden kann. In den Gates befinden sich konzentriert die Anlagen und Materialien zur Wasserbehandlung, passend zur jeweiligen Verschmutzung. Die Anlagen werden so ausgelegt, dass der Fließdruck des Grundwassers ausreicht, die Tore mit den Reinigungseinrichtungen ohne Einsatz von Pumpen zu passieren. Die Verweildauer des kontaminierten Grundwassers in den Reaktions- und Filterzonen der Gates wird durch die Länge der Wände und die Anzahl der Gates bestimmt. Muss im Verlaufe der Zeit das „Filtermaterial“ gewechselt werden, ist das wegen der konzentrierten Anordnung im Gate gut möglich.
Die Oberfläche über dem verschmutzten Bereich kann fast vollständig baulich genutzt werden, weil keine Maschinenhäuser oder Pumpstationen nötig sind. Dieser Umstand und der geringe Energieeinsatz machen dieses Verfahren interessant.